# Radhošť (district d'Ústí nad Orlicí)
Pour les articles homonymes, voir Radhošť (homonymes).
Radhošť (en allemand : Radhoscht) est une commune du district d'Ústí nad Orlicí, dans la région de Pardubice, en République tchèque. Sa population s'élevait à 160 habitants en 2024.

## Géographie
Radhošť se trouve à 8 km au nord-ouest du centre de Vysoké Mýto, à 22 km à l'est-sud-est de Pardubice, à 24 km à l'ouest d'Ústí nad Orlicí et à 118 km à l'est de Prague.
La commune est limitée par Trusnov à l'ouest et au nord-ouest, par Jaroslav au nord, par Týnišťko au nord-est, par Zámrsk à l'est, et par Vraclav et Stradouň au sud.

## Histoire
La première mention écrite de la forteresse Radhošť figure dans une charte royale de 1226.

## Administration
La commune se compose de deux sections :
- Radhošť
- Sedlíšťka

## Galerie

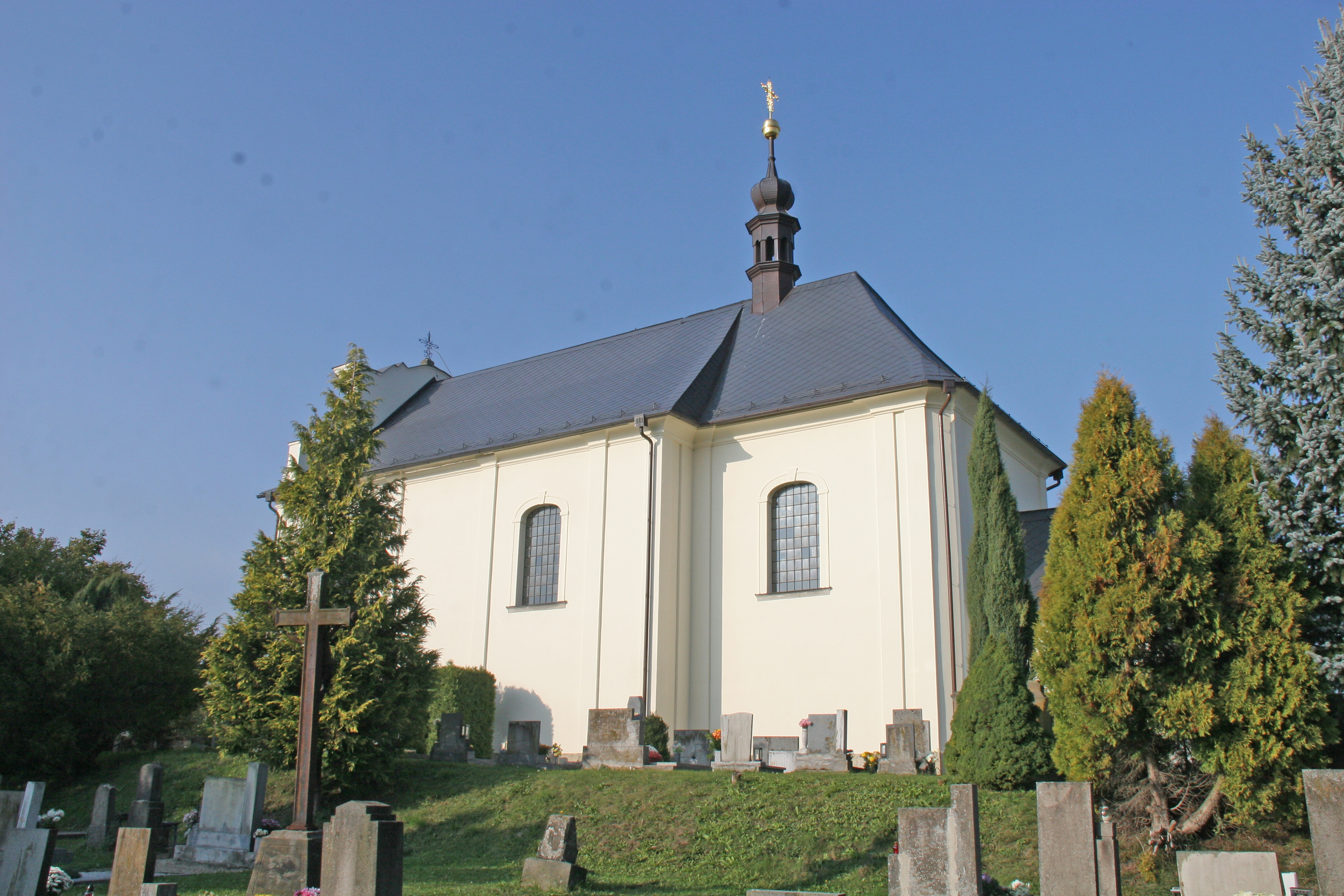
Radhošť : église Saint-Georges.
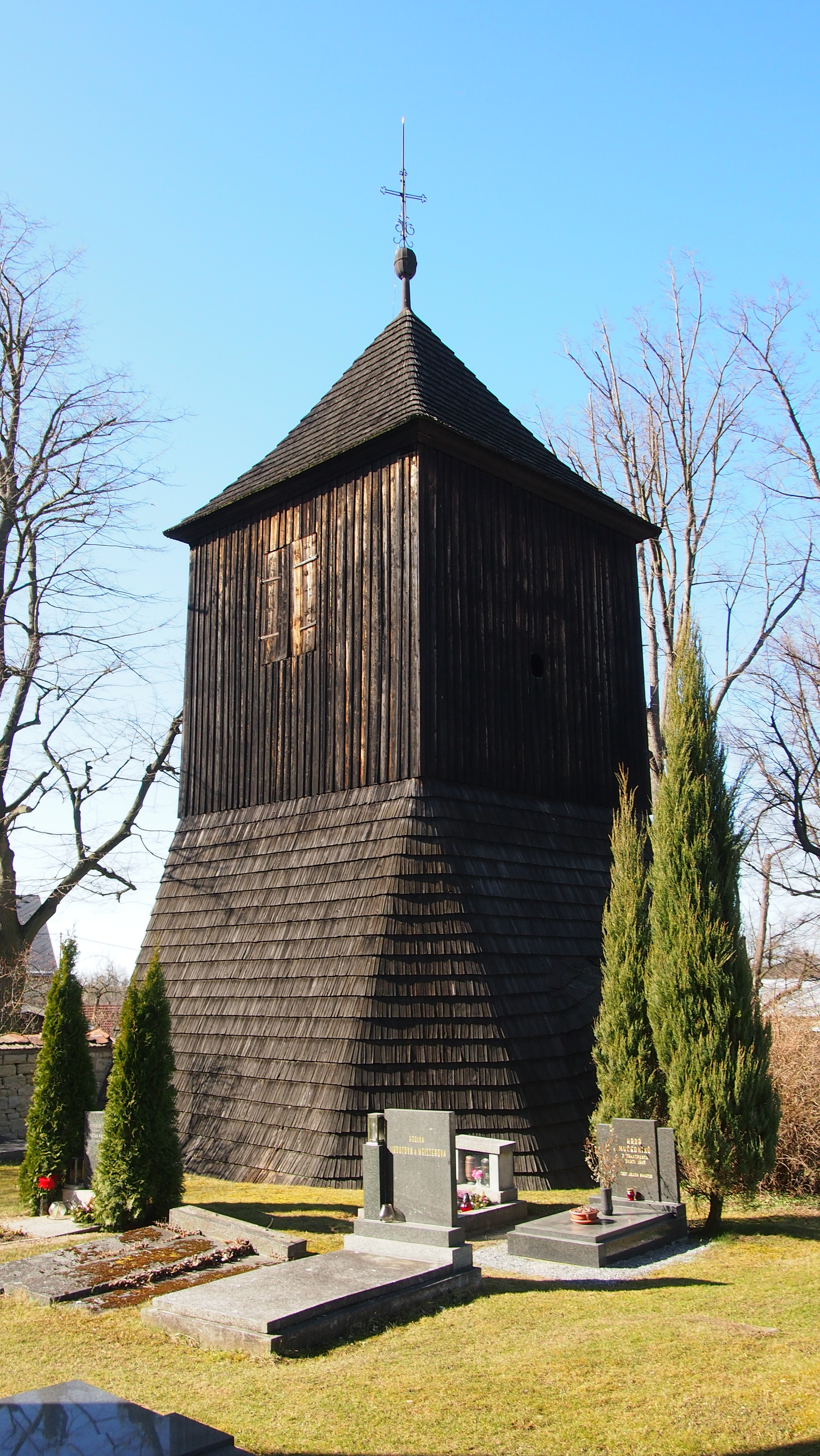
Radhošť : clocher-tour.

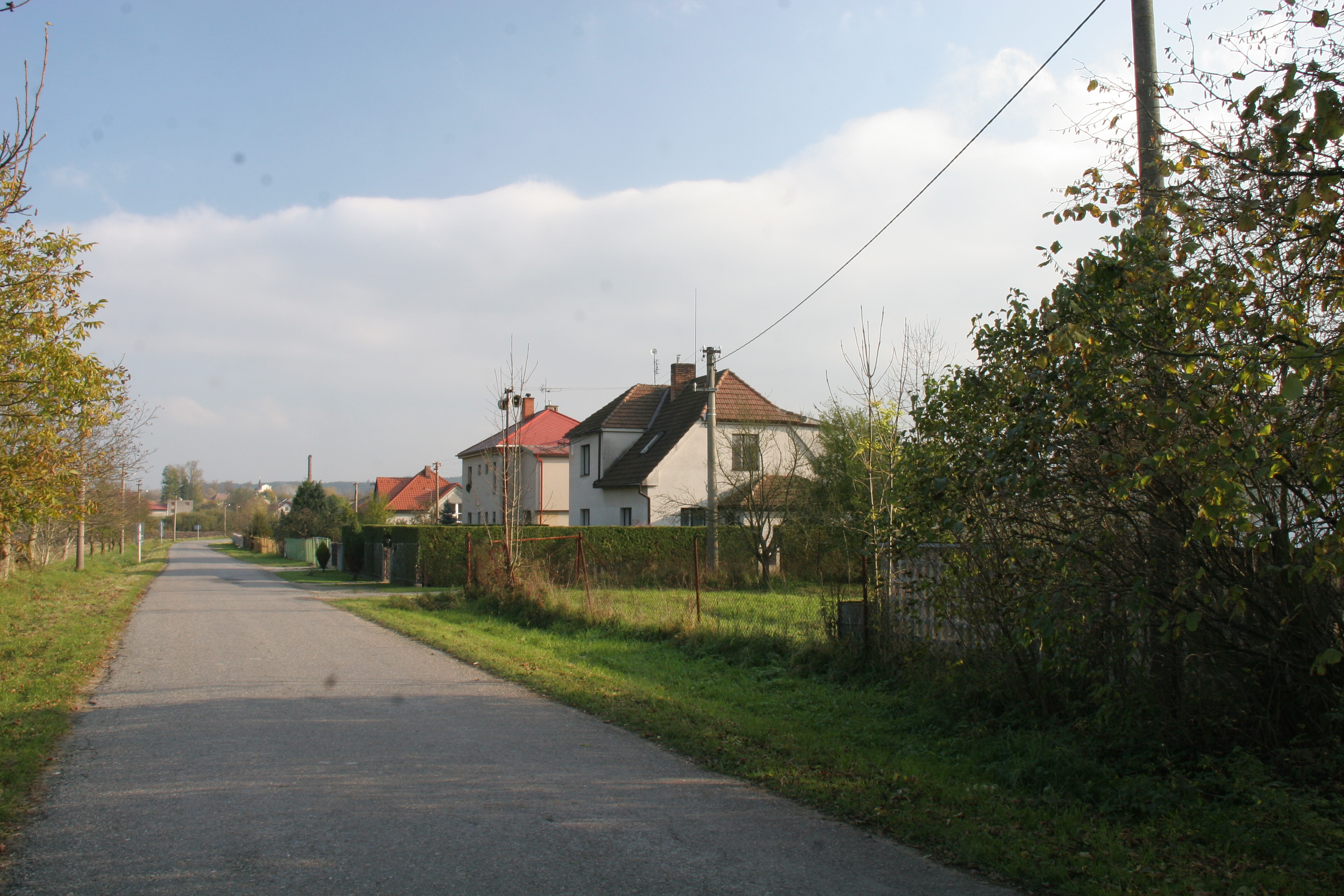
Rue de Sedlíšťka.
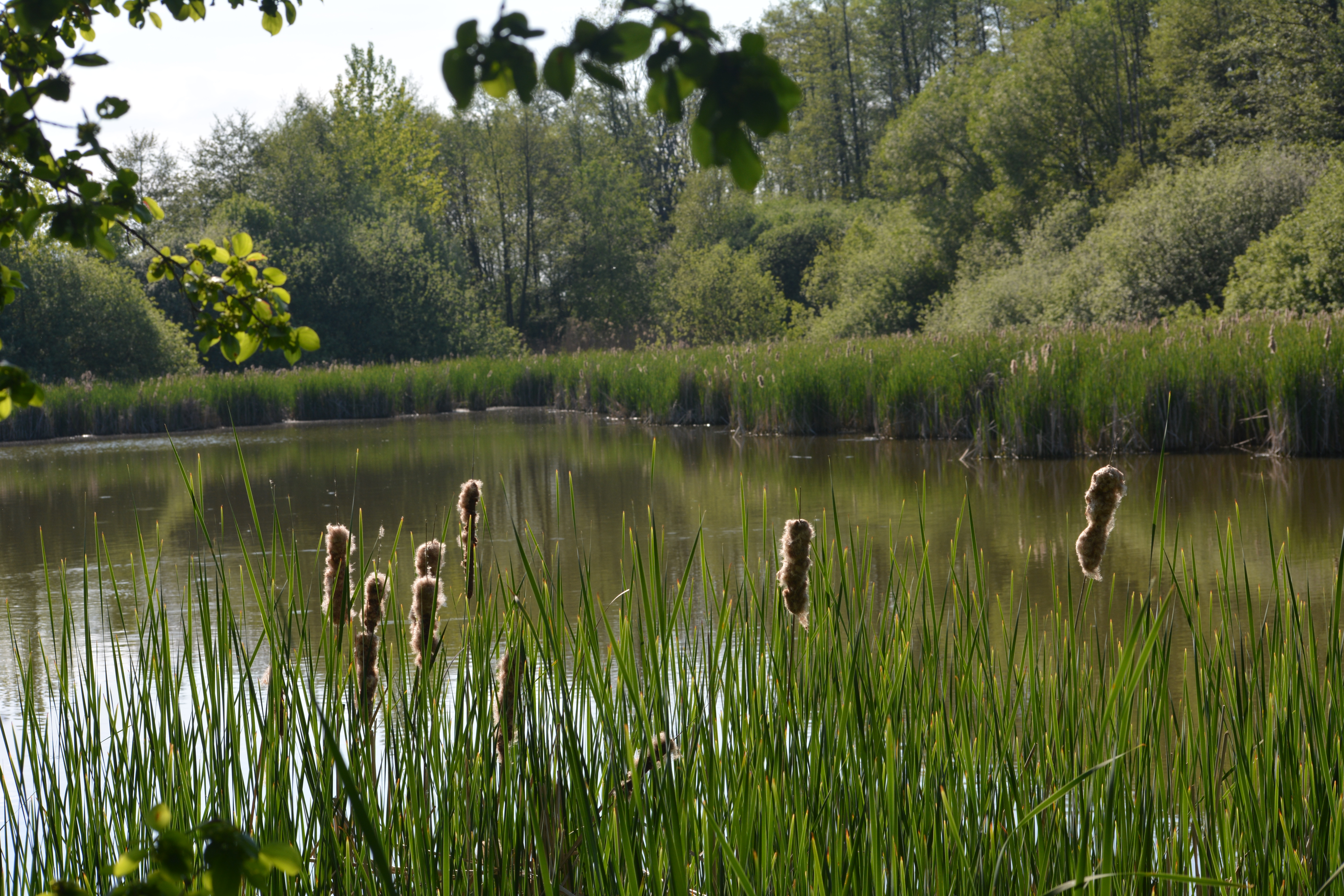
Zone naturelle protégée de Šejval.

## Transports
Par la route, Radhošť trouve à 9 km de Vysoké Mýto, à 31 km d'Ústí nad Orlicí, à 25 km de Pardubice et à 142 km de Prague. 